# Muskaui park
A Muskaui park (németül Muskaui Park, lengyelül Park Muzakowski) egy híres park, amelynek egy része Németország, másik része Lengyelország területén található. 2004 júliusában mint közös lengyel-német kulturális örökség került az UNESCO listájára. A parkot a Neisse folyó mindkét partján 1815-1844 között Hermann von Pückler-Muskau herceg hozta létre – a természetfestés („Naturmalerei”) eszközével, mint harmonikus művészi kertegyüttest. A kert befolyásolta Európa és Amerika tájépítészetét. Németország és Lengyelország határon átnyúló közös munkája a restaurálásnál példa értékű.
Görlitz-től északra teremtette meg Hermann von Pückler-Muskau (1785-1871) a figyelemreméltó kertbirodalmat. A kereken 700 hektár nagyságú park több részből áll: a német oldalon kastélypark, fürdőpark és hegyi park, a lengyel oldalon: alsó park (Unterpark), arborétum és a braunsdorfi mezők. A kert kialakításánál a herceg kihasználta a Neisse völgyének függőkerthez hasonló fekvését. Az őt követő tulajdonosok: Friedrich der Niederlande herceg és von Arnim-Muskau gróf, befejezték és ápolták Pückler művét egészen a második világháborúig. 1945-ben a parkot az új német-lengyel határ mentén osztották ketté. 
1989-ben a táji műemlék helyreállításának és gondozásának szándékával határokon túlmutató szerződést kötöttek. Az 1990-es években  a német-lengyel kooperáció intenzívebben fejlődött és a nemzetközi műemlékvédelem példás projektjévé (programjává) fejlődött – a német-lengyel megbékélés szolgálatában is. 1992-ben Sachsen vette át az egykori Pückler tulajdonát képező parkot. 1993-ban a „Fürst-Pückler-Park Bad Muskau” igazgatása alá került, míg lengyel oldalon a történelmi műemlékek vizsgálatával és dokumentációjával foglalkozó Nemzeti Központ (Varsó) vette át irányítását. Minden restaurálásról szóló döntést kétoldalúan vitatnak meg és fogadtatnak el, hogy a park mint közös műalkotás maradjon fenn. Így sikerült közös újjáépítési program eredményeképpen újra felépíteni az Új-kastélyt (Neue Schloss). 2003 októberében a háborúban tönkrement Doppelbrücke nevű hidat is felavathatták, mely azóta a park német és lengyel részét újra összeköti.